# 아이카와촌 (가나가와현)
아이카와촌(일본어: 相川村)은 일본 가나가와현 오스미군・나카군에 존재했던 촌이다. 현재의 아쓰기시에 해당한다.

## 역사
- 1889년 4월 1일 - 정촌제 시행에 의해 오스미군 아이카와촌이 성립하였다.
- 1896년 4월 1일 - 군제의 시행에 의해 오스미군이 유루기군과 통합해 나카군에 이관되었다.
- 1955년 7월 8일 - 아쓰기시에 편입해, 동일 아이카와촌은 폐지되었다.

## 참고 문헌
- 角川日本地名大辞典編纂委員会,『角川日本地名大辞典 神奈川県』1984, 角川書店